# Ester Ledecká
Ester Ledecká (n. 23 martie 1995, Praga, Cehia) este o sportivă ce a reprezentat Cehia, medaliată olimpică. A participat la 3 ediții ale Jocurilor Olimpice (2014, 2018, 2022) în care a câștigat 3 medalii de aur.